# 李迪俊
李迪俊（1901年—？），字滌鏡，湖北黄梅人，中华民国外交官。

## 生平
李迪俊1923年毕业于清华学校，后赴美国威斯康星大学留学，取得政治学博士学位。1932年，任外交部秘书。1933年，任外交部情报司司长。1939年，任驻古巴公使。1942年，兼任驻哥伦比亚、委内瑞拉公使。1943年，兼任驻多米尼加公使。1947年，调任驻土耳其大使。1957年，调任驻巴西大使。同年，中華民國与巴拉圭建立邦交，他兼任驻巴拉圭大使。1963年离任。1966年，任驻智利大使。1971年因断交离任。